# Forbidden Fruit (serial televisivo)
Forbidden Fruit (Yasak Elma) è un serial televisivo drammatico turco, trasmesso su Fox dal 19 marzo 2018 al 5 giugno 2023.
In Italia la serie va in onda su Canale 5 dal 30 giugno 2025.

## Trama
Zeynep e Yildiz sono due sorelle molto ambiziose che vivono in una piccola casa ad Istanbul. Tuttavia, Yildiz è accecata dalla vita di lusso a differenza della sorella che è più umile di lei. Un giorno Yildiz si ritrova davanti una grande donna dell'alta società: Ender Celebi che le fa una grande offerta. Anche Zeynep incontra un uomo d'affari che le cambierà la vita.

## Puntate
In Turchia la serie, composta da 177 puntate suddivise in sei stagioni, è andata in onda su Fox dal 19 marzo 2018 al 5 giugno 2023: la prima stagione è stata trasmessa dal 19 marzo al 4 giugno 2018, la seconda stagione dal 10 settembre 2018 al 27 maggio 2019, la terza stagione dal 9 settembre 2019 al 23 marzo 2020, la quarta stagione dal 7 settembre 2020 al 10 maggio 2021, la quinta stagione dal 13 settembre 2021 al 13 giugno 2022, mentre la sesta ed ultima stagione dal 19 settembre 2022 al 5 giugno 2023.
In Italia la serie va in onda su Canale 5 dal 30 giugno 2025: la prima stagione è stata trasmessa dal 30 giugno al 1º agosto 2025, la seconda stagione dal 4 agosto 2025, mentre le successive quattro stagioni sono inedite.
| Stagione         | Puntate | Puntate | Prima TV  | Prima TV      |
| Stagione         | Turchia | Italia  | Turchia   | Italia        |
| ---------------- | ------- | ------- | --------- | ------------- |
| Prima stagione   | 12      | 35      | 2018      | 2025          |
| Seconda stagione | 35      | 12      | 2018-2019 | 2025-in corso |
| Terza stagione   | 27      | inedita | 2019-2020 | inedita       |
| Quarta stagione  | 36      | inedita | 2020-2021 | inedita       |
| Quinta stagione  | 36      | inedita | 2021-2022 | inedita       |
| Sesta stagione   | 31      | inedita | 2022-2023 | inedita       |

## Personaggi e interpreti

### Personaggi principali
- Ender Çelebi (episodi 1-177), interpretata da Şevval Sam, doppiata da Alessandra Korompay.
- Yıldız Yılmaz (episodi 1-177), interpretata da Eda Ece, doppiata da Jennifer Armani.
- Zeynep Yılmaz (episodi 1-46, 150-177), interpretata da Sevda Erginci, doppiata da Veronica Puccio.
- Alihan Taşdemir (episodi 1-46), interpretato da Onur Tuna, doppiato da Fabrizio Dolce.
- Halit Argun † (episodi 1-85), interpretato da Talat Bulut, doppiato da Fabrizio Russotto.
- Caner Çelebi (episodi 1-177), interpretato da Barış Aytaç, doppiato da Matteo Costantini.
- Emir Yüksel (episodi 3, 14-177), interpretato da Serkan Rutkay Ayıköz.
- Asuman Yılmaz (episodi 8-177), interpretata da Melisa Dogu.
- Sedai Yildiran (episodi 86-177), interpretata da Bahtiyar Memili.
- Kumru Yıldırım (episodi 111-177), interpretata da Biran Damla Yılmaz.
- Doğan Yıldırım † (episodi 111-177), interpretato da Murat Aygen.
- Handan Kılıç (episodi 134-177), interpretata da Şebnem Dönmez.
- Çağatay Kuyucu † (episodi 86-146), interpretato da Berk Oktay.
- Kaya Ekinci (episodi 37-85), interpretato da Barış Kılıç.
- Şahika Ekinci † (episodi 44-108), interpretata da Nesrin Cavadzade.

### Personaggi secondari
- Ata Gunduz (episodi 166-177), interpretato da Utku Ateş.
- Halitcan Argun 2 (episodi 147-177), interpretato da Emir Kaan Ozkan.
- Aysel (episodi 1-177), interpretata da Vildan Vatansever.
- Julia Moran (episodi 161-175), interpretata da Nehir Erdogan.
- Selim Avcioglu † (episodi 155-172), interpretata da Emre Kizilirmak.
- Engin Kılıç † (episodi 147-166), interpretato da Bekir Aksoy.
- Altay Guven (episodi 147-153), interpretata da Kenan Acar.
- Halitcan Argun 1 (episodi 55-146), interpretata da Kuzey Gezer.
- Ekin Onder (episodi 130-146), interpretato da Ceyhun Mengiroğlu.
- Meriç Kirgiz (episodi 129-135), interpretata da Ece İrtem.
- Omer Kurtoğlu (episodi 102-133), interpretato da Emre Dinler.
- Feyza (episodi 110-128), interpretata da Ece Dizdar.
- Atlas Kuyucu (episodi 111-128), interpretato da Cem Aybars.
- Arzu Kip † (episodi 115-128), interpretato da Nihan Aypolat.
- Canan Baskici (episodi 111-114,117-120), interpretato da Yasmin Erbil.
- Hasan Ali Kuyucu † (episodi 86-110), interpretato da Erdal Özyağcılar.
- Zehra Argun (episodi 1-110), interpretato da Şafak Pekdemir, doppiata da Giulia Santilli.
- Kaya Ekinci (episodi 37-85,106-110), interpretato da Barış Kılıç.
- Feride (episodi 86-110), interpretato da Gülenay Kalkan.
- Cansu Yildirim (episodi 93-108), interpretata da Nilperi Sahinkaya.
- Mert Kara (episodi 74-100), interpretata da Can Nergis.
- Sitki (episodi 1-91), interpretato da Mehmet Pamukcu.
- Haluk (episodi 57-88), interpretato da Okan Has.
- Kerim İncesu (episodi 72-85), interpretato da Gökhan Alkan.
- Yiğit Ekinci (episodi 44-85), interpretato da Doğaç Yıldız.
- Lila Argun 2 (episodi 48-80), interpretata da Buçe Buse Kahraman.
- Erim Argun 1 (episodi 1-74), interpretato da İlber Uygar Kaboğlu.
- Erim Argun 2 (episodi 75-86), interpretato da Ahmet Haktan Zavlak.
- Nadir Kılıç † (episodi 57-71), interpretato da Hakan Karahan.
- Leyla (episodi 48-70), interpretata da Tuvana Türkay.
- Zerrin Taşdemir (episodi 1-68), interpretata da Nilgün Türksever.
- Hakan Kurtuluş (episodi 1-47), interpretato da Sinan Eroğlu e Ahmet Kayakesen.
- Lila Argun 1 (episodi 1-47), interpretata da Ayşegül Çınar.
- Dündar (episodi 27-40), interpretato da Erdem Kaynarca.
- Kurban (episodi 27-40), interpretato da Tolga Sala.
- Kemal (episodi 15-37), interpretato da Sarp Can Köroğlu.
- İrem (episodi 23-33), interpretata da Zeynep Bastık.
- Hira (episodi 14-23), interpretata da Ebru Şahin.
- Defne (episodi 14-19), interpretata da Yeliz Şar.
- Cem (episodi 10-18), interpretato da Gün Akıncı.
- Giornalista Cüneyt (episodi 9-15), interpretato da Tufan Günaçan.
- Sinan (episodi 1-14), interpretato da Kıvanç Kasabalı.
- Şengül Doğan (episodi 1-13), interpretata da İrem Kahyaoğlu.
- Lal Uzun (episodi 1-12), interpretata da Tuğçe Koçak.

## Produzione
La serie è diretta da Neslihan Yeşilyurt, Murat Öztürk ed Ece Erdek Koçoğlu, scritta da Melis Civelek e Zeynep Gür e prodotta da Medyapım.

### Sviluppo
Nel 2017, prima dell'inizio delle riprese, è stato annunciato che il titolo della serie sarebbe stato Altın Tepsi e che sarebbe stata trasmessa su ATV. Successivamente il titolo è stato rinominato in Yasak Elma ed è stato annunciato che la serie sarebbe stata trasmessa su Fox.

### Riprese
Le riprese sono state eseguite in diverse località di Istanbul, in particolare a Sarıyer, Beykoz e Beyoğlu. La casa del personaggio Sinan nella prima stagione si trova a Cihangir. La villa Dadyan in via Köybaşı a Yeniköy è stata utilizzata come villa della famiglia Argun nella seconda e terza stagione. Le ville Yıldırım e Kuyucu nella quinta stagione si trovano a Yeniköy, e la villa Tansu Çiller è stata utilizzata come villa Kuyucu. L'ultima scena del 111º episodio è stata girata in Toscana, in Italia, mentre diverse scene del 128º episodio sono state girate ad Abant.